# 재닛 본
재닛 마리아 본(Janet Maria Vaughan, 1899년 10월 18일 - 1993년 1월 9일)은 영국의 생리학자이다. 왕립학회의 특별회원이었고 대영 제국 훈장을 서훈 받았으며, 옥스퍼드 대학교, 서머빌 컬리지의 학장이었다. 혈액학과 임상 방사선을 연구하였다.

## 학업
재닛 본은 영국 브리스틀의 클리프턴에서 태어났다. 아버지는 버지니아 울프의 사촌이자 훗날 럭비 스쿨의 교장이 된 윌리엄 와이어마르 본이었고 어머니는 메이지 사이몬즈로, 재닛은 네 자녀 가운데 맏이였다. 재닛이 태어날 당시 아버지 윌리엄 본은 클리프턴 컬리지의 교감이었다. 재닛은 가정 교사로부터 기초 교육을 받았고 노스 포어랜드 로지에 입학하였다. 졸업 후 옥스퍼드 대학교의 서머빌 컬리지로 진학하였다. 본은 서머빌 컬리지에서 찰스 스콧 셰링턴과 J. B. S. 홀데인에게서 의학을 배웠다. 의료 실습은 런던의 유니버시티 컬리지 병원에서 받았다. 뒤이어 록펠러 재단의 장학금으로 하버드 대학교에서 공부하였다.

## 경력
여성 의사이었던 본은 환자들로부터 배척당했고 그저 젊은 여자로만 취급당했다. 울프는 본에 대해 "매력적인 여성: 유능함, 공평함, 하루 종일 모호한 문제를 해결하려고 혈액 실험을 함." 이라고 묘사하였다. 본은 연구를 할 때 조차 편견에 시달렸다.
1938년 해머스미스 병원의 왕립 박사후 의학 학교에서 근무하던 본은 페데리코 듀란-조르다와 함께 런던에 국립 혈액 은행을 신설하였다. 우유병을 개조한 병에 혈액을 모으고 그 위에 "의학 연구 위원회" 또는 "재닛 본"이라 적은 라벨을 붙였다. 1945년 2차대전이 끝나자 의학 연구 위원회는 본을 베르겐-벨젠 강제 수용소로 파견하였다.
본은 혈액의 질병, 수혈, 기아의 처치, 방사능 처치가 뼈와 골수에 미치는 영향 등에 대해 연구하였다. 1934년 출간된 본의 《빈혈학》은 혈액 질병 치료에 대한 최초의 서적이었다. 전쟁 후 본은 플루토늄의 영향에 대한 연구로 널리 알려지게 되었다.
본은 1945년부터 1967년 은퇴할 때까지 처칠 병원에서 근무하였고, 서머빌 컬리지의 학장이 되었다. 재닛 본이 학장으로 있는 동안 셜리 윌리엄스와 마거릿 대처와 같은 여성들이 서머빌 컬리지를 졸업하였다. 본은 또한 누필드 재단의 임원으로서 양성 평등을 위한 동일 임금 위원회의 위원으로 활동하였고, 옥스퍼드 지방 병원 이사회에에서도 4년간 이사장을 역임하였다.

## 서훈
본은 1957년 신년 서훈에서 대영 제국 훈장의 2등급인 사령관 여기사(Dame Commander) 작위를 수여받았다. 옥스퍼드 대학교는 1967년 은퇴하는 본에게 최고위 서훈인 닥터 오브 시빌 로우(Doctor of Civil Law(DCL), 민법 박사)를 수여하였다. 1979년 왕립학회 특별회원으로 선출되었다.

## 저작
- Vaughan, Janet. The Anemias. London: Oxford University Press, 1934. / 《빈혈학》
- Vaughan, Janet. "Leuco-erythoblastic Anemias", Journal of Pathology and Bacteriology 17 (1936):541-64. / 《백적혈모구 빈혈》
- Vaughan, Janet. "Conditions at Belsen Concentration Camp", British Medical Journal, Physiology and treatment of starvation ser. (1945):819 / 《벨젠 강제 수용소의 현황》
- Vaughan, Janet. The Physiology of Bone. Oxford: Claredon Press, 1969. / 《뼈 생리학》
- Vaughan, Janet. The Effect of Irradiation of the Skeleton. Oxford: Claredon Press, 1973. / 《방사능 조사가 골격에 미치는 영향》

## 사생활
재닛 본은 1930년 웨이페어스 트레벌 에이전시의 데이비드 고레이와 결혼하여 두 딸을 낳았다.